# Cotonificio Vallesusa
Il Cotonificio Vallesusa è stata un'azienda tessile che per molti anni ha avuto una posizione di primo piano in Italia per tutto il ciclo cotoniero, dalla filatura alla tessitura di cotone.

## Storia

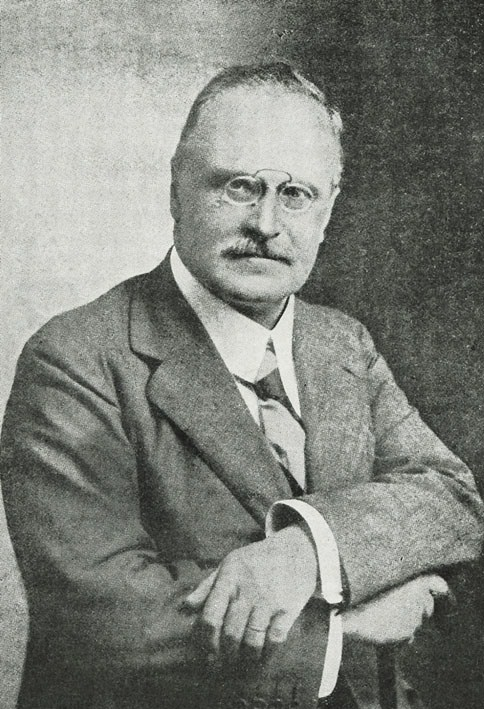
Augusto Abegg

L'azienda acquistata da Augusto Abegg il 4 dicembre 1906 è nata con il nome di "Società anonima Cotonificio Valle Susa" e con oggetto sociale la destinazione "per l'industria e il commercio del cotone e materie affini"; La società concentrava la precedente attività svolta fin dal 1880 dalla Snc di Wild e Abegg .

Nel 1914 la Società anonima "Cotonificio Vallesusa" è stata poi trasformata in "Cotonificio Valle Susa di A. Abegg e C.", con al vertice Augusto Abegg, affiancato dal fratello Carlo Abegg. 
Il gruppo comprendeva stabilimenti a Borgone di Susa, Torino, Rivarolo Canavese, Sant'Antonino di Susa, Bussoleno, Pianezza, Susa e Lanzo Torinese,Strambino.quando il gruppo aveva filature per 200.000 fusi che incrementò con l'acquisto del Cotonificio di Perosa Argentina, specializzato nella lavorazione dei titoli fini. Nel frattempo la ragione sociale cambiò in "Cotonificio Valle di Susa" .
Nell'immediato dopoguerra, nel 1947, la famiglia Abegg ha venduto le sue azioni a un imprenditore italiano di Legnano, Giulio Riva, che già possedeva una serie di aziende tessili cotoniere (Unione Manifatture, Cotonificio Olcese e Cotonificio C. Dell'Acqua).
Giulio Riva morì nel 1959 a causa di alcune complicazioni seguite ad un'operazione medico-chirurgica, giudicata in principio non di grande rilevanza.
 Il figlio di Giulio, Felice Riva (1935-2017) detto "Felicino" o anche "delfino della finanza" o semplicemente "biondino", fece precipitare la fabbrica in alcune speculazioni finanziarie ad alto rischio. 
Il 20 settembre 1960 iniziò poi una vertenza sindacale portata avanti dalle maestranze femminili dell'azienda che si concluse soltanto cinque mesi dopo e il 18 febbraio 1961 con la firma di un accordo sindacale che prevedeva l'aumento dei salari e l'introduzione del premio aziendale di produttività.
La vertenza, iniziata senza sospetti, si trasformò tuttavia in una dura contrapposizione, a causa del rifiuto opposto a ogni trattativa da Felice Riva. Le dimostranti sindacali ricevettero l'appoggio dei metalmeccanici aderenti alla Fiom e alla Fim. 
Nel 1969 l'azienda entrò in fallimento, a causa della spregiudicata gestione della proprietà Riva, lasciando senza lavoro i circa 8.000 dipendenti del gruppo industriale.
La gestione del gruppo passò quindi alla società "E.T.I. Vallesusa", che portò a termine la difficile ristrutturazione aziendale. Nella società, inizialmente con una forza lavoro composta dalle maggiori aziende italiane, rimase isolata la fabbrica Montefibre, attraversata anch'essa da un'importante ristrutturazione aziendale.
È tuttavia con Achille Roncoroni (Milano 1923 - Tremezzo Como 2005), industriale tessile lombardo, già proprietario dal 1954 del gruppo tessile cotoniero "Manifattura di Legnano" (dal 1901), che Manifattura di Perosa (dal 1835), già attraversata da una grave crisi economica dovuta ai movimenti finanziari di Felice Riva, riuscì a risollevarsi nel 1976 e a restituire al mondo la filatura del cotone, proprio grazie all'acquisizione dalla precedente impresa Riva.
Manifattura di Perosa fu da sempre il "fiore all'occhiello" del gruppo tessile cotoniero Manifattura di Legnano ed ha raggiunto all'inizio degli anni Duemila il primato nel made in Italy con i suoi filati pettinati di cotone di eccellente qualità e con un fatturato di circa 220 milioni di euro.
Allo stabilimento perosino è annesso un convitto religioso di "aspirandato", in origine utilizzato come filanda e successivamente, dal 1951 al 1973, utilizzato dalle religiose cattoliche suore salesiane per ospitare giovani maestranze, maestre filatrici operaie tessili di Manifattura di Perosa. Dai primi anni '70 ai primi anni '80 del Novecento il convitto religioso è stato utilizzato come scuola media inferiore per i bambini della valle montana piemontese.
Una peculiarità dello stabilimento produttivo fu certamente la storica ciminiera di Manifattura di Perosa, simbolo industriale di fabbrica, che nel 1994 fu definitivamente demolita a seguito di un incendio avvenuto nel 1991. Achille Roncoroni morì nel 2005 dopo una lunga malattia a Tremezzo (Como).
Il 12 febbraio 2008 il gruppo tessile cotoniero italiano Manifattura di Legnano (dal 1901) ha chiuso per sempre, e così anche Manifattura di Perosa, entrata anche lei in liquidazione in concordato preventivo nel 2010, dopo essere stata ceduta come ramo d'azienda, alla società Newcoocot.
Oggi entrambe sono in attesa di definitiva vendita e liquidazione.